# Bembidion docile
Bembidion docile är en skalbaggsart som beskrevs av Thomas Casey. Bembidion docile ingår i släktet Bembidion och familjen jordlöpare. Inga underarter finns listade i Catalogue of Life.